# Dissanthelium macusaniense
Dissanthelium macusaniense är en gräsart som först beskrevs av Ernst Hans Ludwig Krause, och fick sitt nu gällande namn av Robert Crichton Foster och Lyman Bradford Smith. Dissanthelium macusaniense ingår i släktet Dissanthelium och familjen gräs. Inga underarter finns listade i Catalogue of Life.